# Monkey Gone to Heaven
Monkey Gone to Heaven è un brano musicale della band statunitense Pixies; venne pubblicato come singolo e come extended play  oltre che sull'album Doolittle del 1989.

## Tracce
Disco in vinile - 7''
Testi e musiche di Black Francis.
1. Monkey Gone to Heaven – 2:56
2. Manta Ray – 2:38

Disco in vinile - 12'' / CD
Testi e musiche di Black Francis.
1. Monkey Gone to Heaven – 2:56
2. Manta Ray – 2:38
3. Weird at My School – 1:59
4. Dancing the Manta Ray – 2:13